# Bailliage de Schenkenberg
1460–1798
Entités précédentes :
- Seigneurie de Schenkenberg (1460)
- Seigneurie de Wessenberg (1468)

Le bailliage de Schenkenberg est un bailliage bernois qui a existé de 1460 à 1798. Il succède à la seigneurie de Schenkenberg, situé dans le canton suisse de l'Argovie d'aujourd'hui.

## Histoire

Carte des bailliages bernois au XVIIIe siècle.

La seigneurie de Schenkenberg appartient d'abord aux Schenk de Schenkenberg puis à d'autres seigneurs. En 1377, la seigneurie s'agrandit avec l'acquisition du bailliage de Bözberg. Le Bözberg est composé de Villigen, Remigen et du domaine de Rein, ainsi que la haute justice sur Riniken, Umiken et Villnachern.
Berne s'empare de la seigneurie en 1460 et la transforme en bailliage. En 1468, la seigneurie de Wessenberg est ajoutée au bailliage. En 1597, la basse-justice de Rüfenach est acquise par Berne. En 1720, le château et la seigneurie de Wilderstein (Veltheim) sont achetés par Berne. La seigneurie dépendant déjà du bailliage pour la haute-justice.
En 1732, une partie du bailliage en est détachée au profit du nouveau bailliage de Kasteln.
Le siège du bailliage est le château de Schenkenberg jusqu'en 1720, puis le siège est le château de Wildenstein (dans la commune de Veltheim).

## Seigneurs et baillis
- Famille Schenk von Schenkenberg
- Famille Schönau
- Margarita von Friedingen